# ستانلي هاليت
ستانلي هاليت (بالإنجليزية: Stanley Hallett)‏ هو مخطط حضري ومهندس المناظر الطبيعية أمريكي، ولد في 6 أكتوبر 1930 في نيو هامبتون في الولايات المتحدة، وتوفي في 24 نوفمبر 1998 في شيكاغو في الولايات المتحدة.